# Pleioblastus yixingensis
Pleioblastus yixingensis är en gräsart som beskrevs av Shou Liang Chen och Shao Yun Chen. Pleioblastus yixingensis ingår i släktet grenbambu, och familjen gräs. Inga underarter finns listade i Catalogue of Life.